# Nils Aas

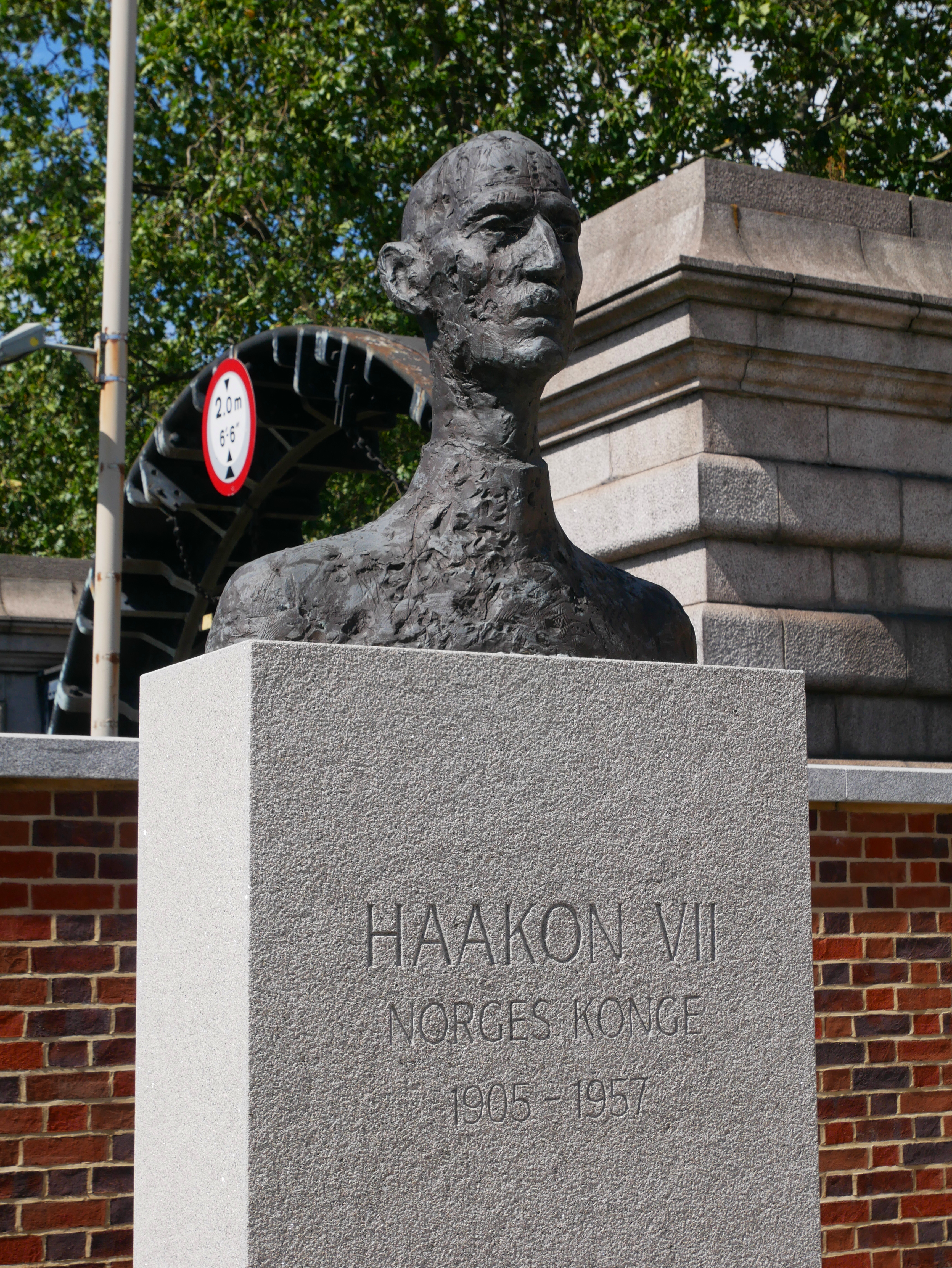
Die Büste des norwegischen Königs Haakon VII. westlich der St. Olav's Church, Rotherhithe.

Nils Sigurd Aas (* 21. April 1933 in Inderøy, Nord-Trøndelag; † 10. Februar 2004 in Oslo) war ein norwegischer Bildhauer, Zeichner und Graphiker.

## Leben und Werk
Nils Aas entstammte einer prominenten Familie von Schreinern. Er erlernte in der Möbelwerkstatt seines Vaters Ivar Aas (1904–1988) das Kunsthandwerk. Dann besuchte er von 1954 bis 1958 die staatliche Handwerks- und Kunstindustrieschule in Oslo, um sich als Werbegraphiker ausbilden zu lassen. 1958–59 war er Schüler des Bildhauers Nils Erik Flakstad. In der norwegischen Hauptstadt  studierte er anschließend ab 1959 drei Jahre lang an der Kunstakademie beim dänisch-stämmigen norwegischen Skulpteur Per Palle Storm weiterhin die Bildhauerei. Von 1957 bis 1963 war er Mitarbeiter der Zeitung Arbeiderbladet, für die er als Zeichner tätig war. Ferner war von 1962 bis 1964 als Assistent bei Arnold Haukeland beschäftigt. Unter dessen Einfluss gelangte er zur abstrakten Skulptur aus rostfreiem Stahl, Draht und Holz.  Bei der feierlichen Überreichung des Bokhandlerprisen-Literaturpreises bekommen die Gewinner eine Bronzestatue namens Takk for boken („Tag des Buches“), die er geschaffen hat.
Im Schulkindalter hatte Aas in Inderøy seine erste Skulptur geschaffen, ein Reiterdenkmal im Schnee. Ab 1963 schuf er Porträtbüsten, so Bronzebüsten des Autors Johan Falkberget (1963, Deichmanske bibliotek, Oslo), des ehemaligen Führers der norwegischen Arbeiterbewegung Martin Tranmæl (1963), des Autors Johan Borgen (1965, Nationalgalerie, Oslo) und des Dichters Kristofer Uppdal (1967, Steinkjer). Das erste öffentliche Projekt von Aas war die abstrakte, 4 m hohe Stahlfigur Fugl („Vogel“; 1966–67), die er außerhalb des Symra-Kinos in Lambertseter, Oslo, positionierte. 1967 siegte er im Wettbewerb um das Monument des zehn Jahre zuvor verstorbenen norwegischen Königs Haakon VII.  Es wurde am 7. juni-plassen („Platz des 7. Juni“) in Oslo aufgestellt und 1972 enthüllt. Bei diesem damals als bedeutendstes norwegisches Denkmal der Nachkriegszeit eingestuften Werk, das Aas berühmt machte und unter die führenden Plastiker Norwegens einreihte, handelt es sich um ein einschließlich der Basis etwa 4,5 m hohes Bronzestandbild, das Haakon VII. im langen Mantel und in der linken Hand eine Offiziersmütze vor seine Brust haltend zeigt. Die Arbeit verrät den Einfluss Alberto Giacomettis auf Aas.
1971 entstand Aas’ Skulptur Sjømerke („Leuchtfeuer“), ein auf Mølleråsen nördlich von Sandefjord errichteter 3,5 m hoher Stahlvogel, der sich auf einer 10 m hohen Betonsäule erhebt. Im nächsten Jahr 1972 erhielt der Künstler den Kulturpreis der Stadt Oslo. 1976 entstand sein in Oslo befindliches Granitdenkmal der im Zweiten Weltkrieg in Norwegen gefallenen jugoslawischen Partisanen. Die im Saal des Ministerrats im Europapalast in Straßburg befindliche, 10 Tonnen schwere, 16,5 m breite und 5 m hohe Wandskulptur Nordisk Lys („Nordlicht“) führte Aas in den Jahren 1976 bis 1978 in laminiertem Fichtenholz aus. 1981 fand die Enthüllung seines 3,6 m hohen Granitmonuments Henrik Ibsens im Teaterparken in Bergen statt. An weiteren Standbildern schuf Aas u. a. 1976 eine Bronzestatue Charlie Chaplins vor dem Colosseum Kino in Oslo, 1984 eine Statue der norwegischen Langstreckenläuferin Grete Waitz vor dem Bislett-Stadion in Oslo und 1994 eine Skulptur Marilyn Monroes in Haugesund.
1990 wurde Aas zum Ritter des Sankt-Olav-Ordens ernannt. International bekannt war er auch für seine Gedächtnismedaillons. 1994 entwarf er zwei norwegische Münzen, die 10-Kronen- und die 20-Kronen-Münze. Am 10. Februar 2004 verstarb der in erster Ehe von 1959 bis 1978 mit der Malerin Tonje Strøm (1937–2010) und in zweiter Ehe ab 1996 mit Christine Reintz (* 1957) verheiratete Künstler im Alter von 70 Jahren in Oslo.

## Belege
1. ↑  Bokhandlerprisen. In: bokhandlerforeningen.no. Abgerufen am 16. September 2024 (norwegisch).
2. ↑  Erik Mørstad: Nils Aas. In: Norsk kunstnerleksikon. 21. Dezember 2014, abgerufen am 17. September 2020.

| Personendaten    | Personendaten                                  |
| ---------------- | ---------------------------------------------- |
| NAME             | Aas, Nils                                      |
| ALTERNATIVNAMEN  | Aas, Nils Sigurd                               |
| KURZBESCHREIBUNG | norwegischer Bildhauer, Zeichner und Graphiker |
| GEBURTSDATUM     | 21. April 1933                                 |
| GEBURTSORT       | Inderøy, Nord-Trøndelag                        |
| STERBEDATUM      | 10. Februar 2004                               |
| STERBEORT        | Oslo                                           |